# Concours Eurovision
Il Concours Eurovision è stato un festival musicale svizzero, adottato a partire dal 1956 come metodo di selezione nazionale per la Svizzera all'Eurovision Song Contest fino alla sua cancellazione avvenuta nel 2005.
Dopo diversi anni di selezione interna l'emittente ha scelto di organizzare un nuovo festival musicale: il Die Große Entscheidungsshow, cancellato anch'esso nel 2018.

## Edizioni
| Anno | Artista                                  | Titolo                             | Posizione all'ESC |
| ---- | ---------------------------------------- | ---------------------------------- | ----------------- |
| 1956 | Lys Assia                                | Refrain                            | 1°                |
| 1956 | Lys Assia                                | Das alte Karussell                 | /                 |
| 1957 | Lys Assia                                | L'enfant que j'étais               | 5°                |
| 1959 | Christa Williams                         | Irgendwoher                        | 4°                |
| 1960 | Anita Traversi                           | Cielo e terra                      | 8°                |
| 1961 | Franca Di Rienzo                         | Nous aurons demain                 | 3°                |
| 1963 | Esther Ofarim                            | T'en va pas                        | 2°                |
| 1964 | Anita Traversi                           | I miei pensieri                    | 13°               |
| 1965 | Yovanna                                  | Non, à jamais sans toi             | 8°                |
| 1966 | Madeleine Pascal                         | Ne vois-tu pas?                    | 6°                |
| 1967 | Géraldine                                | Quel cœur vas-tu briser?           | 17°               |
| 1968 | Gianni Mascolo                           | Guardando il sole                  | 13°               |
| 1969 | Paola del Medico                         | Bonjour, Bonjour                   | 5°                |
| 1970 | Henri Dès                                | Retour                             | 4°                |
| 1972 | Véronique Müller                         | C'est la chanson de mon amour      | 8°                |
| 1973 | Patrick Juvet                            | Je vais me marier, Marie           | 12°               |
| 1974 | Piera Martell                            | Mein Ruf nach Dir                  | 14°               |
| 1975 | Simone Drexel                            | Mikado                             | 6°                |
| 1976 | Peter, Sue & Marc                        | Djambo, Djambo                     | 4°                |
| 1977 | Pepe Lienhard Band                       | Swiss Lady                         | 6°                |
| 1978 | Carole Vinci                             | Vivre                              | 9°                |
| 1979 | Peter, Sue & Marc e Pfuri, Gorps & Kniri | Trödler und Co                     | 10°               |
| 1980 | Paola del Medico                         | Cinéma                             | 4°                |
| 1981 | Peter, Sue & Marc                        | Io senza te                        | 4°                |
| 1982 | Arlette Zola                             | Amour on t'aime                    | 3°                |
| 1983 | Mariella Farré                           | Io così non ci sto                 | 15°               |
| 1984 | Rainy Day                                | Welche Farbe hat der Sonnenschein? | 16°               |
| 1985 | Mariella Farré & Pino Gasparini          | Piano, piano                       | 12°               |
| 1986 | Daniela Simmons                          | Pas pour moi                       | 2°                |
| 1987 | Carol Rich                               | Moitié, moitié                     | 17°               |
| 1988 | Céline Dion                              | Ne partez pas sans moi             | 1°                |
| 1989 | Furbaz                                   | Viver senza tei                    | 13°               |
| 1990 | Egon Egemann                             | Musik klingt in die Welt hinaus    | 11°               |
| 1991 | Sandra Simó                              | Canzone per te                     | 5°                |
| 1992 | Daisy Auvray                             | Mister Music Man                   | 15°               |
| 1993 | Annie Cotton                             | Moi, tout simplement               | 3°                |
| 1998 | Gunvor                                   | Lass ihn                           | 25°               |
| 2000 | Jane Bogaert                             | La vita cos'è?                     | 20°               |
| 2002 | Francine Jordi                           | Dans le jardin de mon âme          | 22°               |
| 2004 | Piero & the MusicStars                   | Celebrate                          | SF 22°            |